# Кредитная карта

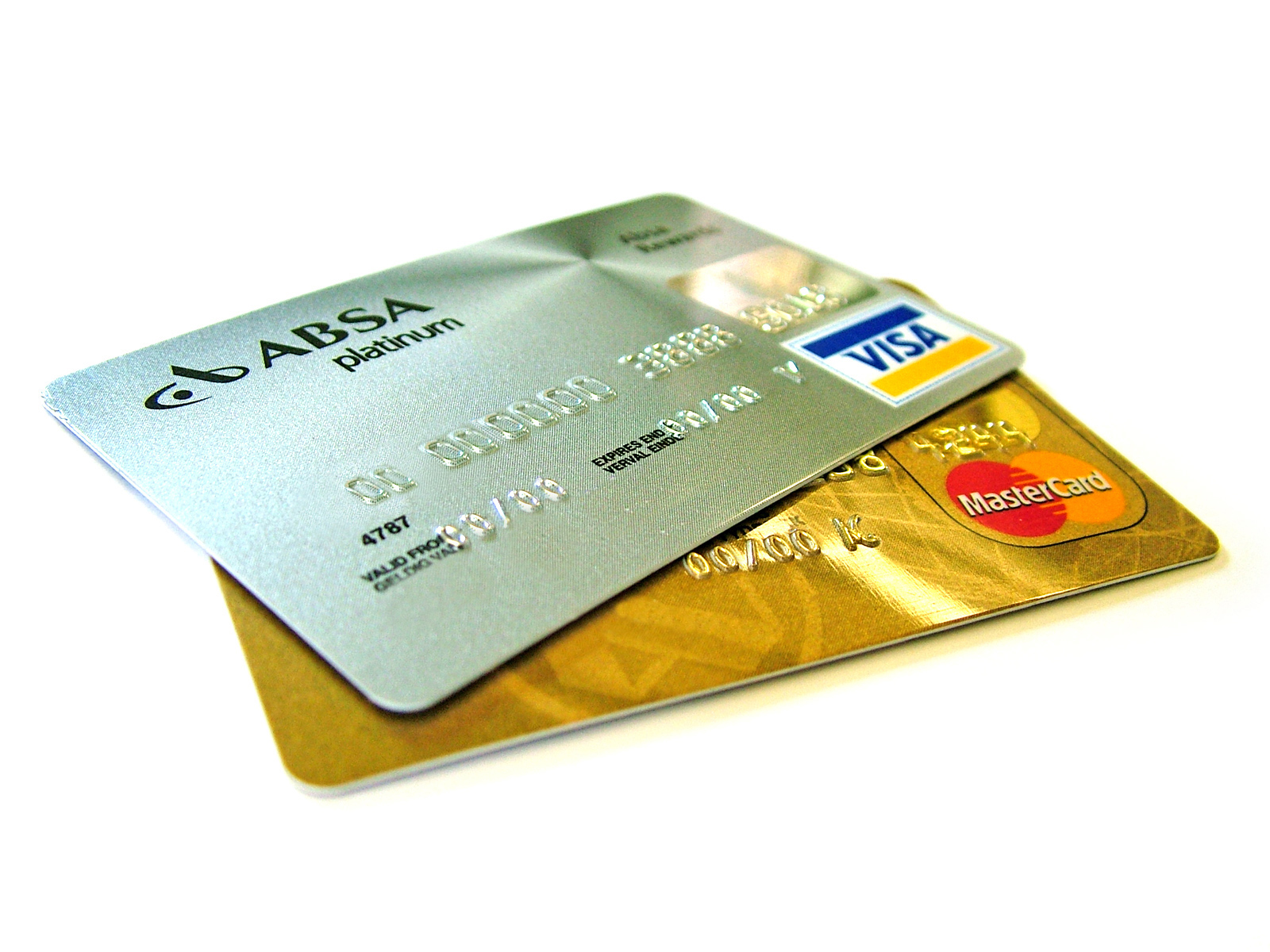
Кредитные карты Visa и MasterCard

Креди́тная ка́рта (разг. креди́тка) — банковская платёжная карта, предназначенная для совершения операций, расчёты по которым осуществляются за счёт денежных средств, предоставленных банком клиенту в пределах установленного лимита в соответствии с условиями кредитного договора (положение ЦБ РФ № 266П). Банк устанавливает лимит, исходя из платёжеспособности клиента.
Дебетовые карты отличаются от кредитных тем, что используются для совершения операций ее держателем за счет собственных денежных средств клиента, находящихся на его банковском счете, и (или) кредита, предоставляемого кредитной организацией — эмитентом клиенту при недостаточности или отсутствии на банковском счете денежных средств (овердрафт).
Кредитная карта может заменять потребительские кредиты и кредиты на неотложные нужды. Главным преимуществом кредитных карт перед кредитами является возможность использования кредита, не отчитываясь перед банком о его целевом использовании, а также наличие льготного периода, позволяющего использовать кредитные средства без уплаты процентов.

## История
Первые платёжные карты Diners Club были кредитными. В России эволюция карт пошла обратным путём. Основным видом карт, эмитируемых российскими банками до недавнего времени, были дебетовые. Основной объём эмиссии до сих пор приходится на карты, выпускаемые в рамках так называемых «зарплатных проектов», когда карта выступает в качестве инструмента для выплаты заработной платы сотрудникам организаций — клиентов банка. Розничные карты в карточных портфелях основной массы банков составляют значительно меньшую часть, хотя они не менее интересны банкам за счёт своей большей ориентированности на использование в торгово-сервисных предприятиях.
С 2016 года в России началось активное внедрение платежной системы Мир, которая поддерживает все перечисленные виды карт. Количество выпущенных карт на 1 октября 2018 года составляет более 270 миллионов.

## Преимущества кредитных карт
Эмиссия кредитных карт выгодна банкам, так как:
- Банк испытывает меньшую необходимость в разветвленной сети отделений для операций с денежными средствами, так как большую часть этих операций (оплата товаров и услуг, получение/внесение наличности на счёт) клиент может провести самостоятельно.
- Обработка карточных операций более автоматизирована, чем обработка операций по классическим кредитам, что снижает их себестоимость.
- Карточные кредиты — более доходный продукт по сравнению с классическими кредитами за счет всевозможных дополнительных операционных комиссий, возникающих в процессе обслуживания карты (плата за годовое обслуживание, выдачу наличных, предоставление выписок и копий чеков и т. п.). Эти комиссии незаметны и не раздражают клиентов, тем более что у клиента есть выбор (например, не снимать наличные, а оплатить покупку картой), но при достаточном объёме эмиссии представляют довольно значительную статью доходов банка.
- Стимулирование безналичных операций — безналичные операции по оплате покупок картой позволяют получать банку дополнительную комиссию или от торгово-сервисной точки, или от платежной системы.

Использование кредитных карт также несёт выгоду дисциплинированному заёмщику, так как при соблюдении условий льготного периода позволяет ему кратковременно пользоваться заёмными средствами без уплаты их стоимости, тогда как собственные средства могут быть размещены на депозите и генерировать процентный доход.
При аренде автомобиля взимается залог, который также удобнее[уточнить] внести кредитной картой, а не собственными средствами. Сумма залога блокируется на кредитной карте и бесплатно разблокируется после окончания аренды.

## Формат номера кредитной карты
Номер кредитной карты (или другой банковской карты) представляет собой цифровые коды на лицевой стороне карты. Часто бывает эмбоссирован (выпукло выдавлен) на карте для возможности снятия отпечатка (слипа) карты. Правило формирования номера определяется платежными системами. Так, номер карты Visa начинается на 4, номер карты MasterCard начинается на 5.
В номере карты содержится полезная информация — зашифрован код банка-эмитента карты, код платежной системы, регион выпуска, контрольный код. Номера кредитных карт в России, как правило, состоят из 16 цифр, однако встречаются 13- и 19-значные номера. 19-значные номера обычно присваиваются дополнительным картам, выпущенным в рамках одного клиентского счета, 13-значные номера можно увидеть на старых, выпущенных ранее пластиковых картах.
Формат номера кредитной карты определяется международным стандартом ISO 7812. Согласно ему, первые шесть цифр — идентификационный номер банка (BIN). Последняя вычисляется на основе предыдущих по алгоритму Луна.

## Льготный период
При оформлении кредитной карты банки могут подключать так называемый льготный период (состоит из отчетного и льготного беспроцентного периода). В данный период заёмщик может пользоваться кредитными средствами с карты без уплаты процентов. Льготный период определяется банком-эмитентом кредитной карты и является одним из преимуществ кредитной карты перед потребительским кредитом или дебетовой картой.

## Ссылка
- База данных идентификационных номеров эмитентов с поиском

Какие кредитные карты есть в России?